# Sargé-lès-le-Mans
Sargé-lès-le-Mans ist eine französische Gemeinde mit 3865 Einwohnern (Stand: 1. Januar 2022) im Département Sarthe in der Region Pays de la Loire. Sargé-lès-le-Mans ist Teil des Arrondissements Le Mans und des Kantons Changé. Die Einwohner nennen sich „Sargéens“.

## Geographie
Umgeben wird Sargé-lès-le-Mans von den Nachbargemeinden Neuville-sur-Sarthe im Norden und Nordwesten, Savigné-l’Évêque im Norden und Nordosten, Yvré-l’Évêque im Osten und Südosten, Le Mans im Süden und Südwesten sowie Coulaines im Westen und Südwesten.
Durch die Gemeinde führt die Autoroute A11.

## Geschichte
Der Name des Ortes war im 9. Jahrhundert noch Cerviaco, das sich über Cergiaco zu Sargé entwickelte. Seit 1933 hat die Gemeinde den Zusatz lès-le-Mans.

### Bevölkerungsentwicklung
| 1962 | 1968 | 1975 | 1982 | 1990 | 1999 | 2006 | 2011 |
| ---- | ---- | ---- | ---- | ---- | ---- | ---- | ---- |
| 1057 | 1031 | 1936 | 2418 | 2870 | 3481 | 3567 | 3509 |

## Gemeindepartnerschaften
Partnerschaften bestehen seit 1991 mit der deutschen Gemeinde Vacha in Thüringen, seit 1994 mit der tschechischen Gemeinde Blatná im Bezirk Strakonice sowie seit 1995 mit der britischen Gemeinde Holton-le-Clay in Lincolnshire (England).

## Sehenswürdigkeiten
- Kirche Saint-Aubin aus dem 11. und 14. Jahrhundert mit Umbauten aus dem 16., 18. und 19. Jahrhundert; ursprünglich eine Gründung aus dem 4. Jahrhundert für den Bischof von Le Mans.
- Kapelle de la Vierge, wegen des Interieurs Monument historique